# Referendum in der Sowjetunion 1991

Resultat in den Sowjetrepubliken
95–100 % Ja
90–95 % Ja
85–90 % Ja
80–85 % Ja
75–80 % Ja
70–75 % Ja
boykottierende Republiken

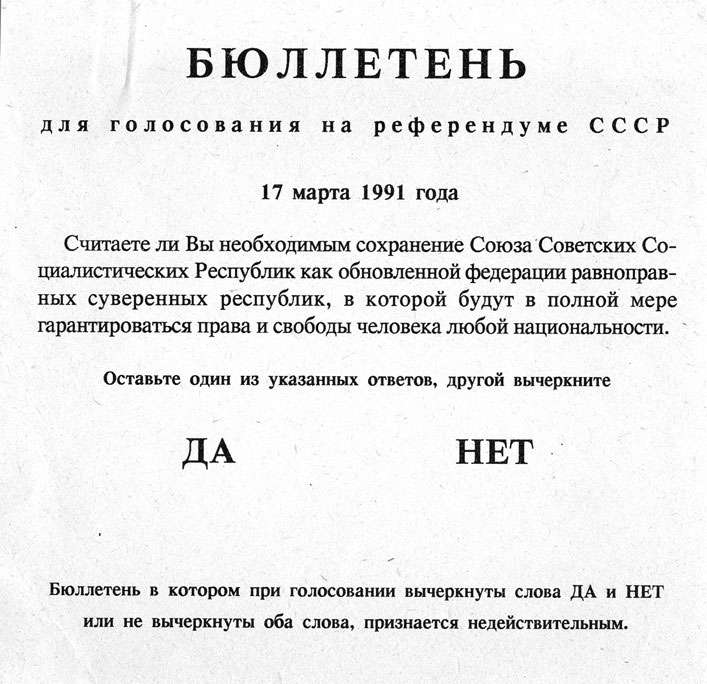
Stimmzettel des Referendums

Ein Referendum in der Sowjetunion über den neuen Unionsvertrag und damit über die Zukunft der Sowjetunion fand am 17. März 1991 statt. Es war das einzige nationale Referendum in der Geschichte der Sowjetunion, wobei es von den Behörden in sechs der fünfzehn Sowjetrepubliken boykottiert wurde. Bei dem Referendum ging es um die Frage, ob ein neuer Unionsvertrag zwischen den Republiken angenommen werden sollte, der den Vertrag von 1922, mit dem die UdSSR gegründet wurde, ersetzen sollte. Die Frage, die den meisten Wählern gestellt wurde, lautete:

Halten Sie den Erhalt der Union der Sozialistischen Sowjetrepubliken als erneuerte Föderation gleichberechtigter souveräner Republiken, in der die Rechte und Freiheiten des Menschen jeglicher Nationalität in vollem Umfang garantiert werden, für notwendig?

In Kasachstan wurde der Wortlaut des Referendums geändert, indem „gleichberechtigte souveräne Republiken“ durch  „gleichberechtigte souveräne Staaten“ ersetzt wurde.
In Usbekistan, der Ukraine und Kirgisien wurden zusätzliche Fragen zur Souveränität und Unabhängigkeit dieser Republiken gestellt.
Während die Abstimmung in Armenien, Estland, Georgien (allerdings nicht in den abtrünnigen Provinzen Abchasien und Südossetien), Lettland, Litauen und Moldawien (allerdings nicht in Transnistrien oder Gagausien) von den Behörden boykottiert wurde, lag die Wahlbeteiligung im Rest der Sowjetunion bei 80 %.
In allen anderen neun Republiken, die an dem Referendum teilnahmen, stimmten fast 80 % der Wähler der Frage zu. Der Augustputsch in Moskau von Hardlinern der Kommunistischen Partei im August 1991 verhinderte jedoch die für den nächsten Tag geplante Unterzeichnung des neuen Unionsvertrags. Obwohl der Putschversuch scheiterte, schwand das Vertrauen in Gorbatschows Zentralregierung. Es folgten eine Reihe von Unabhängigkeitsreferenden in den einzelnen Republiken, die am 26. Dezember 1991 zur Auflösung der Sowjetunion führten.

## Überblick
Der innere Zerfallsprozess der Sowjetunion begann nach den liberalisierenden Reformen von Michail Gorbatschow in den 1980er Jahren. Im Laufe des Jahres 1990 erklärten alle Unionsrepubliken ihre Souveränität (außer Armenien) und die drei baltischen Staaten Estland, Lettland und Litauen erklärten ihre Unabhängigkeit. Infolge der Reformdiskussionen wurde ein neuer Unionsvertrag ausgehandelt, um die Sowjetunion zu retten und zu reformieren, der die UdSSR in eine Föderation aus souveränen Republiken machen sollte. Der Oberste Sowjet der UdSSR verabschiedete am 16. Januar 1991 eine Resolution zur Durchführung einer Volksabstimmung, welche die neue Unionsverfassung legitimieren sollte. Das Referendum sollte auf Beschluss des Obersten Sowjet gleichzeitig in allen Unionsrepubliken stattfinden, wurde aber von den sechs Republiken, die den Unionsvertrag zuvor bereits abgelehnt hatten, boykottiert.
Das Referendum wurde vorher als nicht bindend angekündigt. Nach der Durchführung des Referendums wurde es allerdings dennoch vom Obersten Sowjet für bindend erklärt.

## Frage
Die folgende Frage wurde in dem Referendum (mit leichter Abänderung in Kasachstan) gestellt.
| Deutsch | Russisch |
| --- | --- |
| „Halten Sie den Erhalt der Union der Sozialistischen Sowjetrepubliken als erneuerte Föderation gleichberechtigter souveräner Republiken, in der die Rechte und Freiheiten des Menschen jeglicher Nationalität in vollem Umfang garantiert werden, für notwendig?“ | „Считаете ли Вы необходимым сохранение Союза Советских Социалистических Республик как обновлённой федерации равноправных суверенных республик, в которой будут в полной мере гарантироваться права и свободы человека любой национальности?“ |

## Ergebnis

### Gesamtergebnis
Endergebnis des Referendums:
|                                     | Stimmen     | %      |
| ----------------------------------- | ----------- | ------ |
| Ja                                  | 113.512.812 | 77,85  |
| Nein                                | 32.303.977  | 22,15  |
| Gesamt                              | 145.816.789 | 100,00 |
| Gültige Stimmen                     | 145.816.789 | 98,14  |
| Ungültige oder leere Stimmzettel    | 2.757.817   | 1,86   |
| Gesamt                              | 148.574.606 | 100,00 |
| Registrierte Wähler/Wahlbeteiligung | 185.647.355 | 80,07  |
| Quelle: SUDD                        |             |        |

### In den teilnehmenden Republiken
Die Stimmenanteile beziehen sich auf den Anteil der gültigen Stimmen.
| Unionsrepublik oder Autonome Sowjetrepublik | Ja-Stimmen | Ja-Stimmen | Nein-Stimmen | Nein-Stimmen | Ungültige Stimmen | Gesamte Stimmen | Registrierte Wähler | Beteiligung (%) |
| Unionsrepublik oder Autonome Sowjetrepublik | Stimmen    | %          | Stimmen      | %            | Ungültige Stimmen | Gesamte Stimmen | Registrierte Wähler | Beteiligung (%) |
| ------------------------------------------- | ---------- | ---------- | ------------ | ------------ | ----------------- | --------------- | ------------------- | --------------- |
| Russische SFSR                              | 56.860.783 | 73,00      | 21.030.753   | 27,00        | 1.809.633         | 79.701.169      | 105.643.364         | 75,44           |
| Baschkirische ASSR                          | 1.908.875  | 87,65      | 269.007      | 12,35        | 43.276            | 2.221.158       | 2.719.637           | 81,67           |
| Burjatische ASSR                            | 447.438    | 85,13      | 78.167       | 14,87        | 10.197            | 535.802         | 668.231             | 77,85           |
| Dagestanische ASSR                          | 670.488    | 82,60      | 131.522      | 16,40        | 9.999             | 812.009         | 1.008.626           | 80,51           |
| Kabardino-Balkarische ASSR                  | 290.380    | 78,97      | 77.339       | 21,03        | 4.888             | 372.607         | 489.436             | 76,13           |
| Kalmückische ASSR                           | 148.462    | 89,28      | 17.833       | 10,72        | 2.829             | 169.124         | 204.301             | 82,78           |
| Karelische ASSR                             | 317.854    | 77,42      | 92.703       | 22,58        | 7.544             | 418.101         | 551.644             | 75,79           |
| ASSR der Komi                               | 412.842    | 77,53      | 119.678      | 22,47        | 10.883            | 543.403         | 797.049             | 68,18           |
| ASSR der Mari                               | 333.319    | 81,19      | 77.239       | 18,81        | 8.041             | 418.599         | 525.685             | 79,63           |
| Mordwinische ASSR                           | 459.021    | 81,84      | 101.886      | 18,16        | 10.724            | 571.631         | 677.706             | 84,35           |
| Nordossetische ASSR                         | 331.823    | 91,01      | 32.786       | 8,99         | 3.249             | 367.858         | 428.307             | 85,89           |
| Tatarische ASSR                             | 1.708.193  | 88,98      | 211.516      | 11,02        | 32.059            | 1.951.768       | 2.532.383           | 77,07           |
| Tuwinische ASSR                             | 126.598    | 93,09      | 9.404        | 6,91         | 2.494             | 138.496         | 171.731             | 80,65           |
| Udmurtische ASSR                            | 622.714    | 77,55      | 180.289      | 22,45        | 16.137            | 819.140         | 1.103.083           | 74,26           |
| Tschetscheno-Inguschische ASSR              | 318.059    | 77,05      | 94.737       | 22,95        | 6.216             | 419.012         | 712.139             | 58,84           |
| Tschuwaschische ASSR                        | 616.387    | 84,48      | 113.249      | 15,52        | 18.784            | 748.420         | 900.913             | 83,07           |
| Jakutische ASSR                             | 415.712    | 78,07      | 116.798      | 22,93        | 9.483             | 541.993         | 688.679             | 78,70           |
| Belarussische SSR                           | 5.069.313  | 83,72      | 986.079      | 16,28        | 71.591            | 6.126.983       | 7.354.796           | 83,31           |
| Ukrainische SSR                             | 22.110.899 | 71,48      | 8.820.089    | 28,52        | 583.256           | 31.514.244      | 37.732.178          | 83,52           |
| Aserbaidschanische SSR                      | 2.709.246  | 94,12      | 169.225      | 5,88         | 25.326            | 2.903.797       | 3.866.659           | 75,10           |
| ASSR Nachitschewan                          | 31.328     | 89,64      | 3.620        | 10,36        | 918               | 35.866          | 174.364             | 20,57           |
| Kasachische SSR                             | 8.295.519  | 95,00      | 436.560      | 5,00         | 84.464            | 8.816.543       | 9.999.433           | 88,17           |
| Kirgisische SSR                             | 2.057.971  | 95,98      | 86.246       | 4,02         | 30.377            | 2.174.593       | 2.341.646           | 92,87           |
| Tadschikische SSR                           | 2.315.755  | 96,85      | 75.300       | 3,15         | 16.497            | 2.407.552       | 2.549.096           | 94,45           |
| Turkmenische SSR                            | 1.766.584  | 98,26      | 31.203       | 1,74         | 6.531             | 1.804.310       | 1.846.310           | 97,66           |
| Usbekische SSR                              | 9.196.848  | 94,73      | 511.373      | 5,27         | 108.112           | 9.816.333       | 10.287.938          | 95,42           |
| Karakalpakische ASSR                        | 563.916    | 98,23      | 10.133       | 1,77         | 3.668             | 577.717         | 584.208             | 98,89           |
| Quelle: SUDD                                |            |            |              |              |                   |                 |                     |                 |

### In den boykottierenden Republiken
In Estland wurde am 3. März 1991 ein offizielles Referendum über die Wiederherstellung der 1940 von der Sowjetunion besetzten estnischen Republik abgehalten. Das Ergebnis war 77,8 % für die Wiederherstellung der estnischen Republik. Auch in Lettland fand am 3. März 1991 ein offizielles Referendum statt, bei dem sich die überwältigende Mehrheit für die Wiederherstellung der unabhängigen lettischen Republik aussprach. Litauen hatte am 9. Februar 1991 ein Referendum abgehalten, bei dem 93 % der Wähler für die Unabhängigkeit stimmten.
Georgien sollte sein eigenes Unabhängigkeitsreferendum zwei Wochen später abhalten, und Armenien am 21. September 1991.
Folglich organisierten in diesen Republiken prosowjetische Organisation mithilfe des Militärs freiwillige Volksabstimmungen ohne offizielle Sanktion. Die Wahlbeteiligung lag hier deutlich unter 50 % der Wahlberechtigten dieser Länder.
Die Stimmenanteile beziehen sich auf den Anteil der gültigen Stimmen.
| Unionsrepublik oder Autonome Sowjetrepublik | Ja-Stimmen | Ja-Stimmen | Nein-Stimmen | Nein-Stimmen | Ungültige Stimmen | Gesamte Stimmen | Registrierte Wähler (nicht gleichzusetzen mit Wahlberechtigten) | Beteiligung (der registrierten Wähler, nicht der Wahlberechtigten) |
| Unionsrepublik oder Autonome Sowjetrepublik | Stimmen    | %          | Stimmen      | %            | Ungültige Stimmen | Gesamte Stimmen | Registrierte Wähler (nicht gleichzusetzen mit Wahlberechtigten) | Beteiligung (der registrierten Wähler, nicht der Wahlberechtigten) |
| ------------------------------------------- | ---------- | ---------- | ------------ | ------------ | ----------------- | --------------- | --------------------------------------------------------------- | ------------------------------------------------------------------ |
| Armenische SSR                              | 2.541      | 72,46      | 966          | 27,54        | 42                | 3.549           | 4.923                                                           | 72,09                                                              |
| Georgische SSR                              | 43.950     | 99,98      | 9            | 0,02         | 53                | 44.012          | 45.696                                                          | 96,31                                                              |
| Abchasische ASSR                            | 164.231    | 98,5       | 1.566        | 0,9          | 747               | 166.544         | 318.317                                                         | 52,3                                                               |
| Adscharische ASSR                           |            |            |              |              |                   |                 |                                                                 |                                                                    |
| Moldauische SSR                             | 688.905    | 98,72      | 8.916        | 1,28         | 3.072             | 700.893         | 841.507                                                         | 83,29                                                              |
| Estnische SSR                               | 211.090    | 95,46      | 10.040       | 4,54         | 1.110             | 222.240         | 299.681                                                         | 74,16                                                              |
| Lettische SSR                               | 415.147    | 95,84      | 18.015       | 4,16         | 3.621             | 436.783         | 670.828                                                         | 65,11                                                              |
| Litauische SSR                              | 496.050    | 99,13      | 4.355        | 0,87         | 970               | 436.783         | 582.262                                                         | 86,11                                                              |
| Quelle: SUDD                                |            |            |              |              |                   |                 |                                                                 |                                                                    |

## Zusätzliche Fragen in den Unionsrepubliken
In mehreren Republiken wurden zusätzliche Fragen in den Stimmzettel aufgenommen. In Russland wurde zusätzlich die Frage gestellt, ob das Amt des Präsidenten Russlands geschaffen werden soll. In Kirgisien, der Ukraine und Usbekistan ging es um die Souveränität der jeweiligen Republiken als Teil einer neuen Union.

### Russland
In der Russland wurden die Wähler auch gefragt: „Halten Sie es für nötig, das Amt des Präsidenten der RSFSR einzuführen, der in allgemeiner Wahl gewählt wird?“ Der Vorschlag wurde mit einer Mehrheit von 71,4 % angenommen, was Boris Jelzin ermöglichte zum ersten Präsidenten der RSFDR bzw. später der Russischen Föderation zu werden. In der Nordossetischen, Tschetschenisch-Inguschischen und Tuwinischen ASSR wurde dieses Referendum aufgrund eines Boykotts der lokalen Behörden nicht abgehalten.
|                                     | Stimmen     | %      |
| ----------------------------------- | ----------- | ------ |
| Ja                                  | 53.385.275  | 71,38  |
| Nein                                | 21.406.152  | 28,62  |
| Gesamt                              | 74.791.427  | 100,00 |
| Gültige Stimmen                     | 74.791.427  | 97,86  |
| Ungültige oder leere Stimmzettel    | 1.633.683   | 2,14   |
| Gesamt                              | 76.425.110  | 100,00 |
| Registrierte Wähler/Wahlbeteiligung | 101.776.550 | 75,09  |
| Quelle: SUDD                        |             |        |

### Kirgisien
In Kirgisien wurden die Wähler auch gefragt: „Sind Sie damit einverstanden, dass die Republik Kirgisistan der erneuerten Union als souveräne und gleichberechtigte Republik angehören sollte?“ Dem stimmten 62,2 % zu, obwohl die Wahlbeteiligung mit 81,7 % niedriger war als bei dem unionsweiten Referendum mit 92,9 %.
|                                     | Stimmen | %      |
| ----------------------------------- | ------- | ------ |
| Ja                                  |         | 62,20  |
| Nein                                |         | 37,80  |
| Gesamt                              |         | 100,00 |
| Registrierte Wähler/Wahlbeteiligung |         | 81,7   |
| Quelle: SUDD                        |         |        |

### Ukraine
In der Ukraine wurden die Wähler auch gefragt: „Sind Sie damit einverstanden, dass die Ukraine Teil einer Union sowjetischer souveräner Staaten auf der Grundlage der Erklärung der staatlichen Souveränität der Ukraine sein sollt?“ Der Vorschlag wurde mit einer Mehrheit von 81,7 % angenommen. Die Ukraine hielt nach dem Augustputsch ihr eigenes Unabhängigkeitsreferendum am 1. Dezember ab, bei dem 92 % für die Unabhängigkeit stimmten.
|                                     | Stimmen    | %      |
| ----------------------------------- | ---------- | ------ |
| Ja                                  | 25.224.687 | 81,69  |
| Nein                                | 5.655.701  | 18,31  |
| Gesamt                              | 30.880.388 | 100,00 |
| Gültige Stimmen                     | 30.880.388 | 98,14  |
| Ungültige oder leere Stimmzettel    | 584.703    | 1,86   |
| Gesamt                              | 31.465.091 | 100,00 |
| Registrierte Wähler/Wahlbeteiligung | 37.689.767 | 83,48  |
| Quelle: SUDD                        |            |        |

Am selben Tag wurde die Bevölkerung in den galizischen Oblasten Iwano-Frankiwsk, Lwiw und Ternopil gefragt, ob sie „Wollen, dass die Ukraine ein unabhängiger Staat wird, der die unabhängig in inneren und äusseren Angelegenheiten entscheidet und allen Bürgern gleiche Rechte ohne Rücksicht auf nationale oder religiöse Zugehörigkeit gewährleistet?“. 88 % der Wähler sprachen sich in den Oblasten dabei für die Unabhängigkeit der Ukraine aus.

### Usbekistan
In Usbekistan wurden die Wähler auch gefragt: „Sind Sie einverstanden, dass Usbekistan als souveräne, gleichberechtigte Republik Teil einer erneuerten Union bleiben soll?“ Bei einer Wahlbeteiligung von 95,5 % sprachen sich 94,9 % dafür aus. Am 29. Dezember würden 98 % der Usbeken für die vollständige Unabhängigkeit in einem Unabhängigkeitsreferendum stimmen.
|                                     | Stimmen | %      |
| ----------------------------------- | ------- | ------ |
| Ja                                  |         | 94,90  |
| Nein                                |         | 5,10   |
| Gesamt                              |         | 100,00 |
| Registrierte Wähler/Wahlbeteiligung |         | 95,50  |
| Quelle: SUDD                        |         |        |